# Acanthaspidia rostrata
Acanthaspidia rostrata är en kräftdjursart som först beskrevs av Menzies och Schultz 1967.  Acanthaspidia rostrata ingår i släktet Acanthaspidia och familjen Acanthaspidiidae. Inga underarter finns listade i Catalogue of Life.